# 老西門駅
老西門駅（ろうせいもんえき）は中華人民共和国上海市黄浦区西蔵南路と復興中路・復興東路の交差点に位置する上海軌道交通8号線と10号線の駅である。

## 歴史
- 2007年12月29日：8号線の駅として開業。
- 2010年4月10日：10号線の開業により乗換駅となる[1]。
- 2011年9月27日：当駅と豫園駅の間で追突事故が発生。20人が重傷だったが死者はでなかった。

## 駅構造
両線とも島式ホーム1面2線を有する地下駅。8号線ホームは西蔵南路寄りの、10号線ホームは復興東路寄りの地下にある。

### のりば

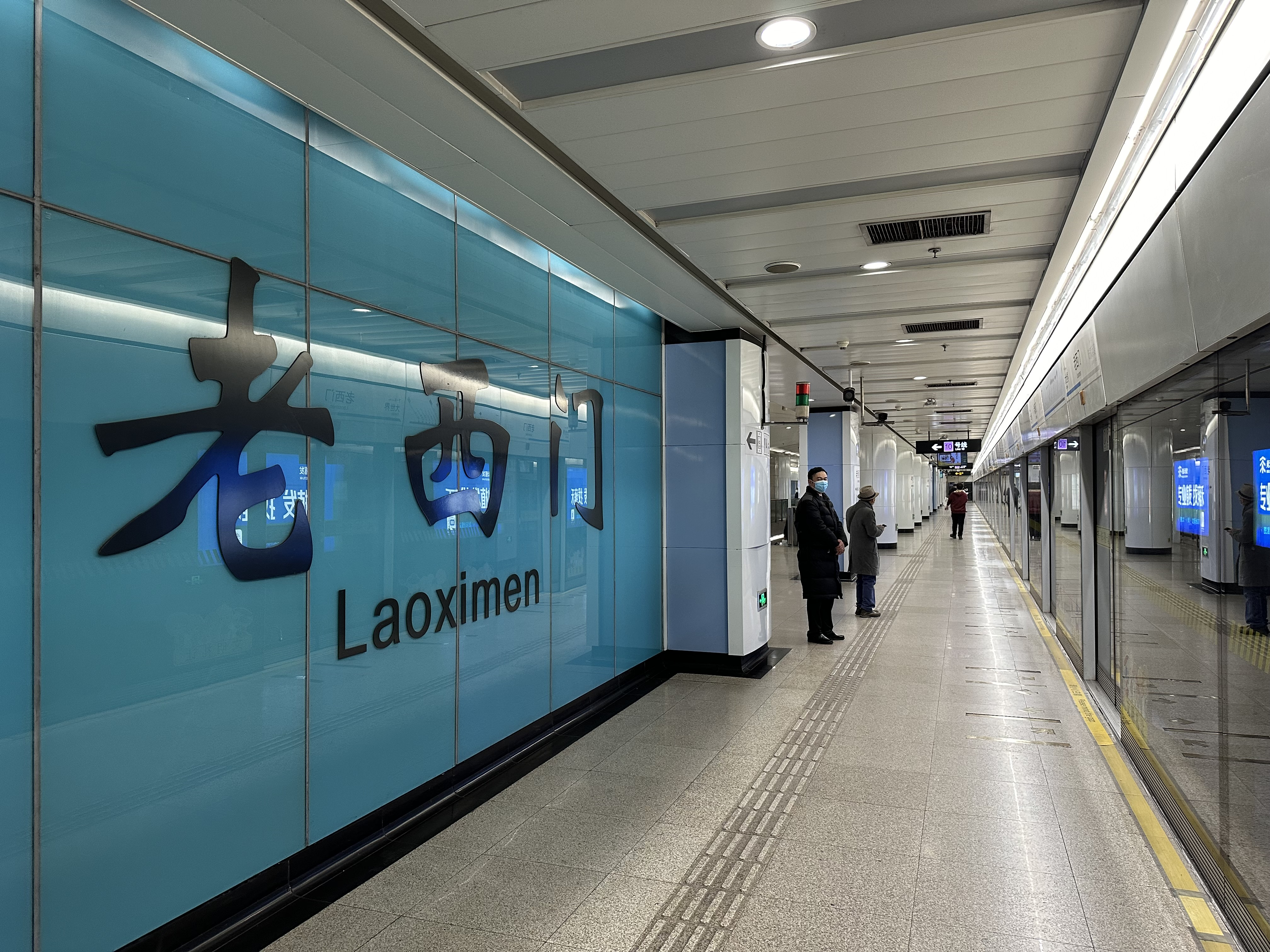
8号線ホーム
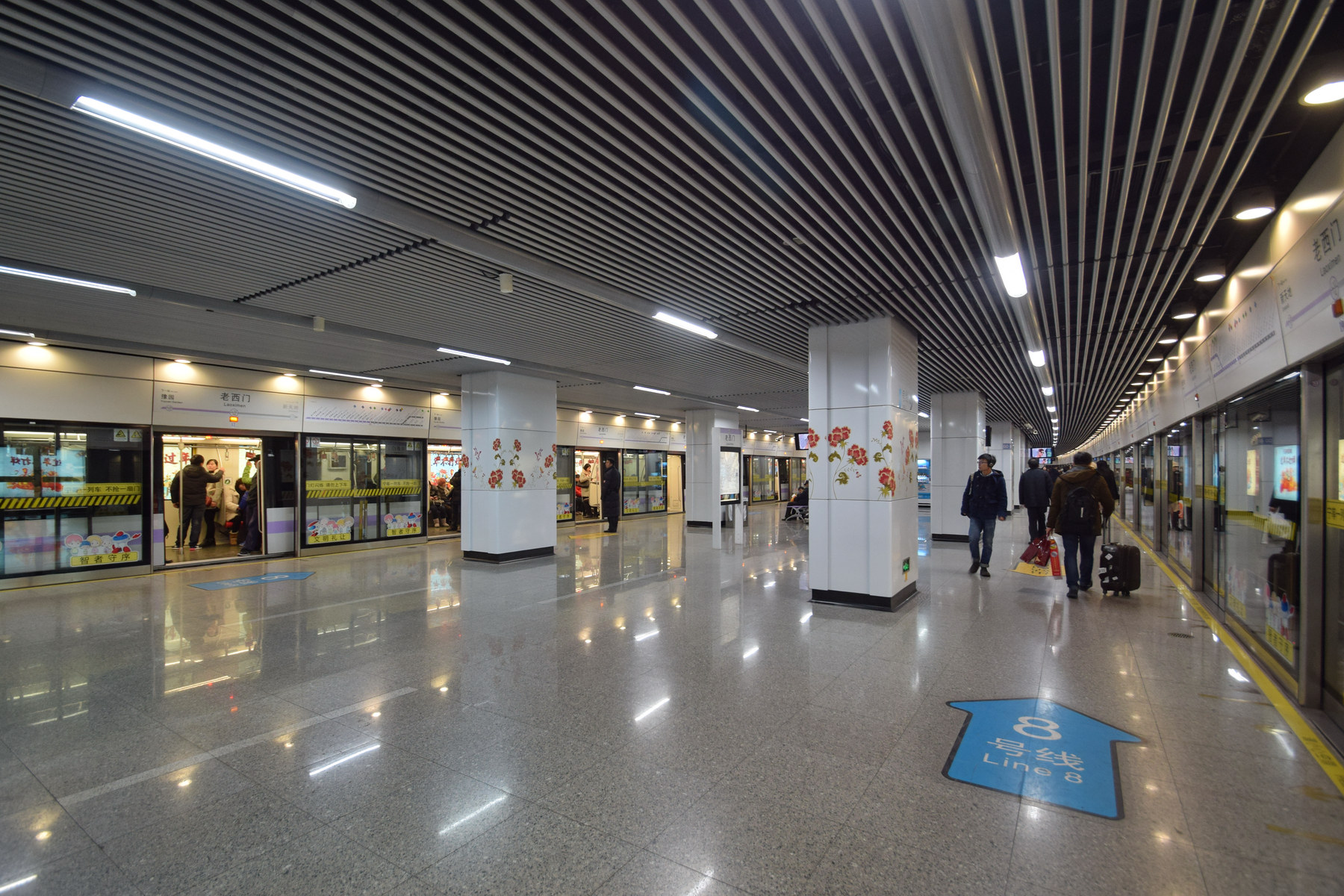
10号線ホーム
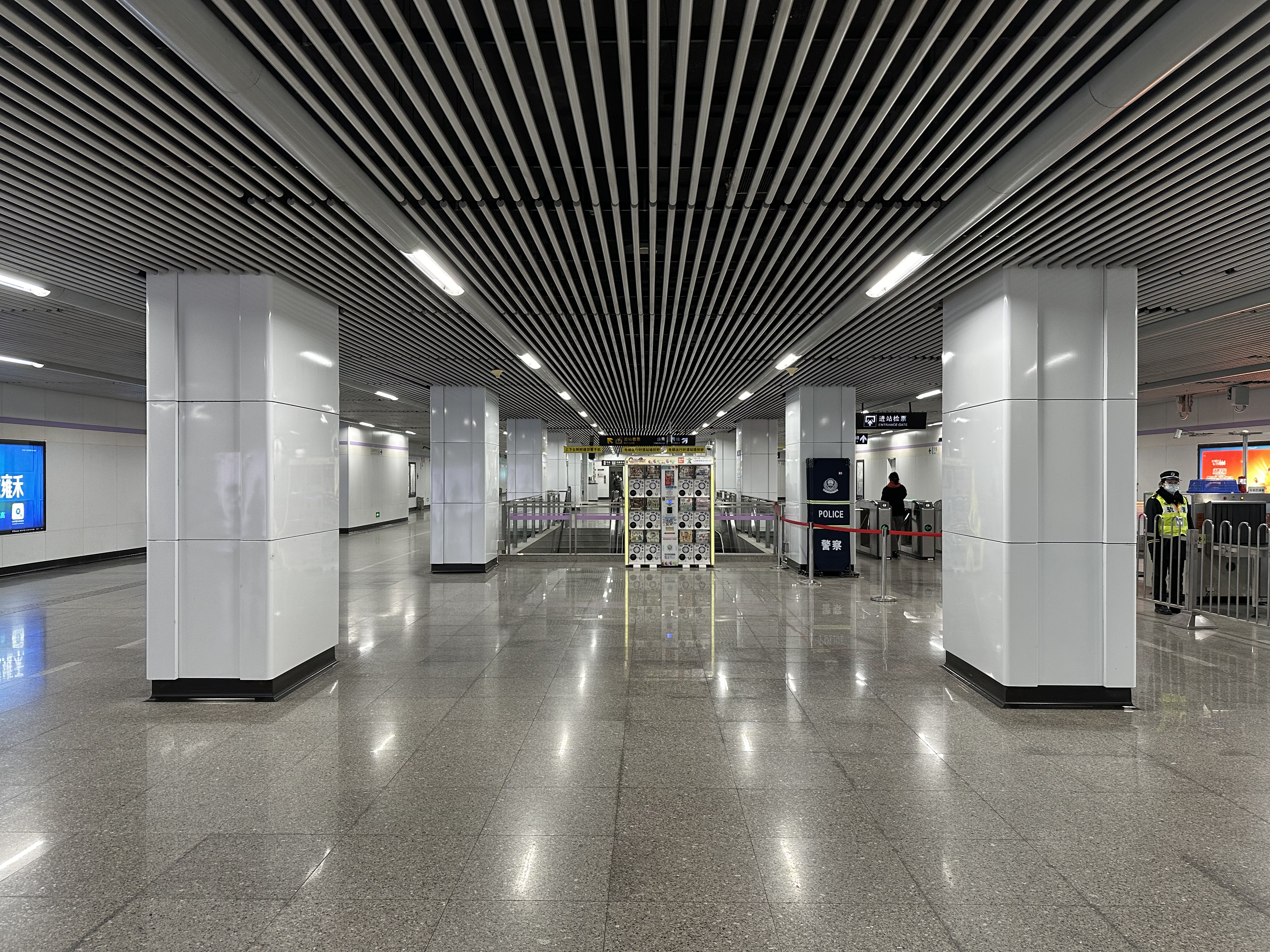
10号線コンコース

| 番線                    | 路線     | 行先                   |
| ----------------------- | -------- | ---------------------- |
| 8号線ホーム（地下2階）  |          |                        |
| 1                       | ■ 8号線  | 人民広場・市光路方面   |
| 2                       | ■ 8号線  | 沈杜公路方面           |
| 10号線ホーム（地下3階） |          |                        |
| 3                       | ■ 10号線 | 虹橋火車站・航中路方面 |
| 4                       | ■ 10号線 | 基隆路方面             |

（出典：上海地下鉄:站层图）
- 8号線ホーム
- 10号線ホーム
- 10号線コンコース

## 駅周辺
- 黄浦衆鑫城
- 復興瓏御
- 国際広場
- 南六
- 老西門新苑

## 隣の駅
上海軌道交通
■ 8号線
大世界駅 - 老西門駅 - 陸家浜路駅
■ 10号線
一大会址・新天地駅 - 老西門駅 - 豫園駅